# Misiones japonesas a China imperial

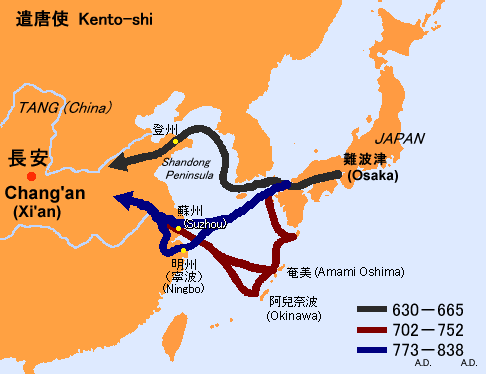
Posibles rutas de los barcos que llevaron embajadas a la Dinastía Tang.

Las misiones japonesas a China fueron una serie de misiones diplomáticas que fueron enviadas en forma intermitente desde Japón a la corte imperial china. 

## Historia

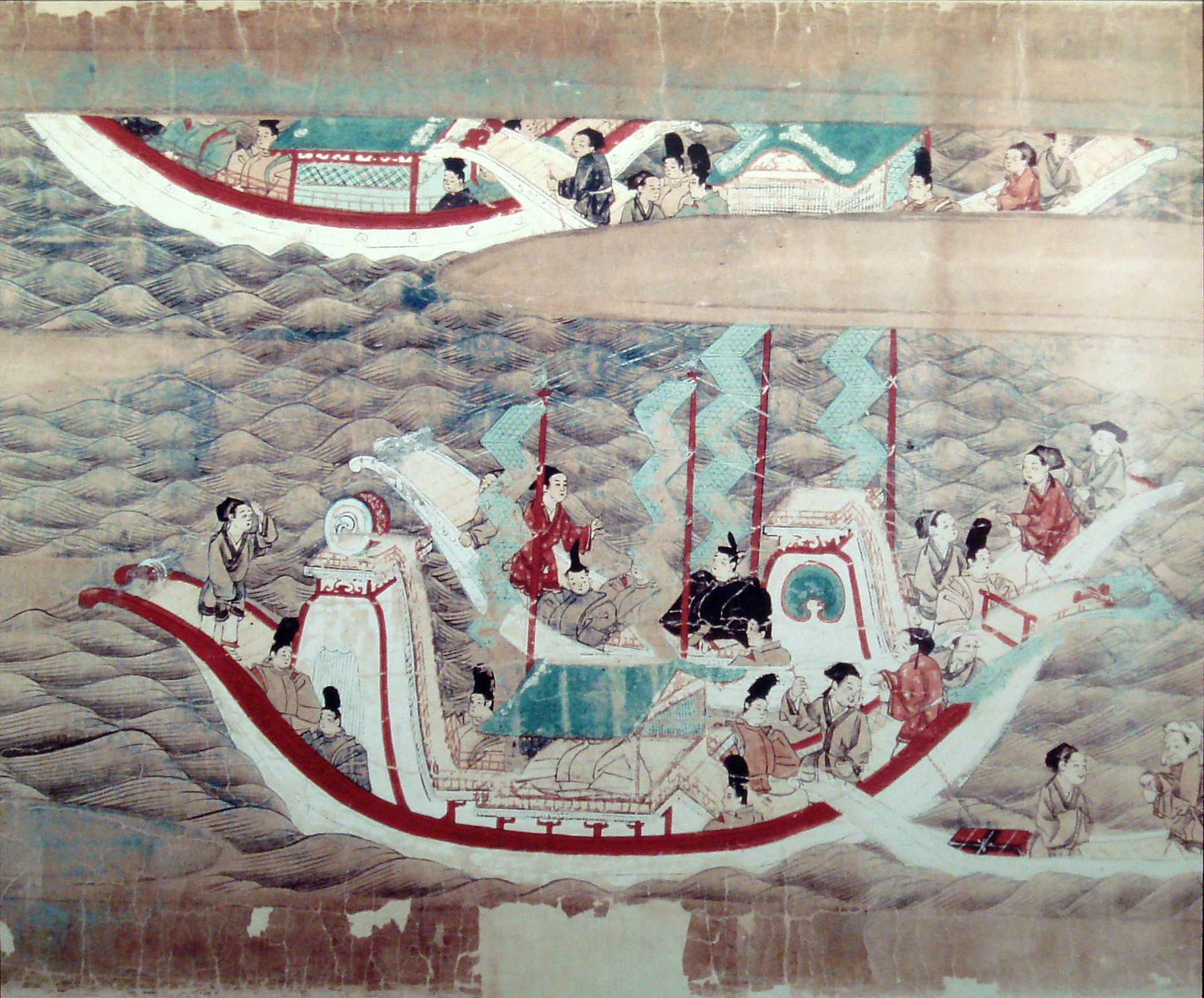
Pintura del -, Embajada japonesa en la corte Tang.

Los registros existentes documentan misiones a China entre los años 607 y 839 (se canceló una misión prevista en el año 894). La composición de estas misiones imperiales incluía miembros del kuge (casa pública) o sea funcionarios  aristocráticos y sacerdotes budistas. Estas misiones llevaron a la importación de la cultura china, incluidos los avances en las ciencias y la tecnología. Estos encuentros diplomáticos produjeron el comienzo de una serie de Escuelas de Budismo en Japón, incluido el Zen.
Cualquier distinción entre los enviados diplomáticos despachados desde la corte del Japón Imperial o desde cualquiera de los shogunatos japoneses se perdía o era juzgada irrelevante cuando el embajador era recibido en la capital china.
Desde la perspectiva sinocéntrica de la corte china en Chang'an, las diversas embajadas enviadas desde Kioto fueron interpretadas como afluentes de la China imperial; pero no está claro que los japoneses compartieran esta opinión.
China parece haber tomado la iniciativa de abrir relaciones con Japón durante el mandato del Emperador Yang, segundo emperador de la Dinastía Sui  y se envió un mensaje en 605 que decía:
"El soberano de Sui pregunta respetuosamente sobre el soberano de Wa".
La corte de la Emperatriz Suiko por intermedio del Príncipe Shōtoku respondió patrocinando una misión dirigida por Ono no Imoko en 607. Un mensaje llevado por esa misión, que se cree que fue escrito por el Príncipe contiene la primera instancia escrita en la que el archipiélago japonés se llama "Nihon", literalmente, de origen solar.
El saludo decía:
"Del soberano de la tierra del sol naciente ( nihon / hi izuru ) al soberano de la tierra del sol poniente".
Estas  embajadas imperiales a  Dinastía Sui  ( 遣 隋 使   Kenzui-shi?) incluían japoneses para estudiar gobierno y tecnología, y estudios de budismo.
Las embajadas imperiales a Dinastía Tang  ( 遣 唐 使   Kentō-shi?) son las más conocidas, terminaron en 894. En ese mismo año se habían designado embajadores y estaban a punto de partir hacia China; sin embargo, la misión fue detenida por el Emperador Uda en 894 (era Kanpyō 6, 8vo mes) debido a informes de condiciones inestables en China. La toma de decisiones del emperador fue influenciada por el persuasivo consejo de Sugawara Michizane.